# Digital Songs
La Digital Songs o Digital Song Sales (precedentemente nota come Hot Digital Songs) è una classifica musicale stilata dalla rivista Billboard che segnala i brani musicali che hanno venduto il maggior numero di singoli digitali negli Stati Uniti d'America. I dati delle vendite sono raccolti dalla Nielsen Soundscan.
La decisione di far nascere questa classifica deriva dal fatto che il formato digitale stava vivendo una crescente popolarità, al contrario delle vendite fisiche dei CD e singoli che, invece, erano in continua diminuzione. Sebbene il tracciamento delle vendite delle canzoni sia iniziato già dalla pubblicazione del 30 ottobre 2004, con molte delle classifiche Billboard che avevano iniziato a incorporare i dati di vendita, la Digital Songs è stata pubblicata per la prima volta il 22 gennaio 2005. La prima numero uno della classifica fu Just Lose It di Eminem.

## La classifica negli anni
Anni 2000 · Anni 2010 · Anni 2020

## Record delle canzoni

### Maggior numero di settimane al numero uno
- 18 settimane

BTS – Dynamite (2020–21)
BTS – Butter (2021)
- 17 settimane

Luis Fonsi e Daddy Yankee featuring Justin Bieber – Despacito (2017)
- 16 settimane

Lil Nas X featuring Billy Ray Cyrus – Old Town Road (2019)
- 13 settimane

Flo Rida featuring T-Pain – Low (2007–2008)
Mark Ronson featuring Bruno Mars – Uptown Funk (2015)
The Chainsmokers featuring Halsey – Closer (2016)
- 11 settimane

Pharrell Williams – Happy (2014)
- 10 settimane

The Black Eyed Peas – Boom Boom Pow (2009)
The Black Eyed Peas – I Gotta Feeling (2009)
Macklemore e Ryan Lewis featuring Wanz – Thrift Shop (2013)
Robin Thicke featuring T.I. e Pharrell – Blurred Lines (2013)
Justin Timberlake – Can't Stop the Feeling! (2016)
Ed Sheeran – Shape of You (2017)
Lady Gaga & Bradley Cooper – Shallow (2018–2019)

### Maggior numero di vendite in una settimana
1. Adele – Hello (1.112.000) 14 novembre 2015
2. Flo Rida – Right Round (636.000) 28 febbraio 2009
3. Adele – Hello (635.000) 21 novembre 2015
4. Taylor Swift – We Are Never Ever Getting Back Together (623.000) 1º settembre 2012
5. Kesha – Tik Tok (610.000) 9 gennaio 2010
6. Taylor Swift – I Knew You Were Trouble (582.000) 12 gennaio 2013
7. Bruno Mars – Grenade (559,000) 8 gennaio 2011
8. Katy Perry – Roar (557.000) 31 agosto 2013
9. Taylor Swift – Shake It Off (544.000) 6 settembre 2014
10. Gotye featuring Kimbra – Somebody That I Used to Know (542.000) 28 aprile 2012

### Maggior numero di vendite nella settimana di pubblicazione
1. Adele – Hello  (1.112.000) 14 novembre 2015
2. Flo Rida – Right Round (636.000) 28 febbraio 2009
3. Taylor Swift – We Are Never Ever Getting Back Together (623.000) 1º settembre 2012
4. Katy Perry – Roar (557.000) 31 agosto 2013
5. Taylor Swift – Shake It Off (544.000) 6 settembre 2014
6. Justin Bieber – Boyfriend (521.000) 14 aprile 2012
7. Maroon 5 featuring Wiz Khalifa – Payphone (493.000) 5 maggio 2012
8. The Black Eyed Peas – Boom Boom Pow (465.000) 18 aprile 2009
9. Lady Gaga – Born This Way (448.000) 26 febbraio 2011
10. Ariana Grande featuring Iggy Azalea – Problem (438.000) 17 maggio 2014

### Più grande salto alla prima posizione
- 66-1: will.i.am & Britney Spears – Scream & Shout (15 dicembre 2012)
- 57-1: Zac Efron, Vanessa Hudgens e Drew Seeley – Breaking Free (11 febbraio 2006)
- 50-1: Taio Cruz featuring Ludacris – Break Your Heart (20 marzo 2010)
- 50-1: Lee Greenwood – God Bless the U.S.A. (18 luglio 2020)
- 44-1: Beyoncé – Cuff It (17 febbraio 2023)
- 42-1: Wiz Khalifa featuring Charlie Puth – See You Again (18 aprile 2015)
- 38-1: Shakira featuring Wyclef Jean – Hips Don't Lie (17 giugno 2006)
- 35-1: Kelly Clarkson – Piece by Piece (19 marzo 2016)
- 34-1: J Balvin e Willy William featuring Beyoncé – Mi Gente (21 ottobre 2017)
- 33-1: Billie Eilish – No Time to Die (29 febbraio 2020)
- 28-1: Katy Perry – Last Friday Night (T.G.I.F.) (2 luglio 2011)

### Maggior numero di settimane prima di raggiungere la prima posizione
- 33 settimane

Dua Lipa – Levitating (2021)
- 26 settimane

The All-American Rejects – Dirty Little Secret (2005–2006)
- 25 settimane

The Fray – How to Save a Life (2006)
Train – Hey, Soul Sister (2009–2010)
- 24 settimane

Lady Gaga featuring Colby O'Donis – Just Dance (2008–2009)
- 23 settimane

Adele – Set Fire to the Rain (2011–2012)
- 22 settimane

Beyoncé – Cuff It  (2022-2023)
- 20 settimane

Cardi B, Bad Bunny e J Balvin — I Like It (2018)
Source:

### Più grande perdita di posizioni dal numero uno
- 1-38: Jordan Smith – Mary, Did You Know? (9 gennaio 2016)
- 1-28: The Weeknd – Heartless (21 dicembre 2019)
- 1-19: Glee Cast – Teenage Dream (4 dicembre 2010)
- 1-19: Prince & The Revolution – Purple Rain (21 maggio 2016)

### Risultati aggiuntivi
- Party in the U.S.A. di Miley Cyrus e Gangnam Style di Psy detengono il record per il maggior numero di settimane alla prima posizione della Digital Songs senza aver raggiunto la vetta della Billboard Hot 100, con sei settimane ciascuno.[14]
- I Gotta Feeling dei The Black Eyed Peas detiene il record per il maggior numero di download digitali negli Stati Uniti, con vendite pari a 8 milioni di copie al 2012. La canzone è stata la prima a superare i 6-8 milioni di download.[15]
- Low di Flo Rida featuring T-Pain è stata la prima canzone a superare i 4 e 5 milioni di download. È stata anche nominata come la Top Digital Song del decennio 2000-09.[16]
- Crank That (Soulja Boy) di Soulja Boy è stata la prima canzone a superare i 3 milioni di download.[17]
- Bad Day di Daniel Powter è stata la prima canzone a superare i 2 milioni di download.[18]
- Hollaback Girl di Gwen Stefani è stata la prima canzone a superare 1 milione di download.[19]
- Right Round di Flo Rida detiene il record per il maggior numero di vendite digitali nella settimana di debutto/vendite digitali totali in una settimana per un artista uomo, con 636.000 download.[20]
- Rolling in the Deep di Adele detiene il record per la canzone più scaricata in un anno solare.[21]
- Payphone dei Maroon 5 featuring Wiz Khalifa detiene il record per il maggior numero di vendite digitali nella settimana di debutto/vendite digitali totali in una settimana per un gruppo, con 493.000 download.[22]
- We Are Young dei Fun. featuring Janelle Monáe è la prima canzone a registrare sette settimane con vendite digitali pari a 300.000 o più.[23]
- Thrift Shop di Macklemore e Ryan Lewis featuring Wanz è la prima canzone a registrare otto e nove settimane con vendite digitali pari a 300.000 o più.[24]
- Blurred Lines di Robin Thicke featuring T.I. e Pharrell è la prima canzone a registrare dieci settimane con vendite digitali pari a 300.000 o più e la prima a registrare 4 settimane con vendite digitali pari a 400.000 o più.
- Somebody That I Used to Know di Gotye featuring Kimbra è la prima canzone a registrare tre settimane con vendite digitali pari a 400.000 o più.
- Hello di Adele detiene il record per il maggior numero di vendite digitali nella settimana di debutto/vendite digitali totali in una settimana con 1.112 milioni di download, così come il record per il maggior numero di vendite non nella settimana di debutto con 635.000 download. È la prima canzone nella storia a debuttare con 1 milione di download venduti in una settimana e a registrare due settimane con vendite digitali pari a 600.000 o più. Ha superato la soglia dei 4 milioni di download nella sua 14ª settimana, la più veloce nella storia digitale.
- Lean on Me di Bill Withers è la canzone più datata a raggiungere la prima posizione della Digital Songs. La canzone è stata pubblicata il 21 aprile 1972 e ha raggiunto la vetta dopo la morte dell'autore il 18 aprile 2020.[25]

## Record degli album
- Teenage Dream (2010) di Katy Perry detiene il record per il maggior numero di numero uno estratte dallo stesso album, con 5: California Gurls featuring Snoop Dogg, Teenage Dream, Firework, E.T. featuring Kanye West e Last Friday Night (T.G.I.F.).
- 1989 (2014) e Reputation (2017)  di Taylor Swift hanno ottenuto ciascuno quattro numero uno. Shake It Off, Blank Space, Out of the Woods e Bad Blood da 1989, mentre Look What You Made Me Do, ...Ready for It?, Gorgeous e Call It What You Want da Reputation.

## Record degli artisti

### Maggior numero di numero uno
1. Taylor Swift (28)
2. Nicki Minaj (17)
3. Rihanna (14)
4. Justin Bieber (13)
4. Drake (13)
6. BTS (12)
7. Katy Perry (11)
7. Eminem (11)
7. Beyoncé (11)
10. Bruno Mars (9)
10. Ariana Grande (9)

### Maggior numero di settimane accumulate al numero uno
1. Taylor Swift (53)
2. BTS (49)
3. Rihanna (40)
4. Katy Perry (37)
5. Justin Bieber (33)

### Auto rimpiazzamenti al numero uno
- Mariah Carey – All I Want for Christmas Is You (2 settimane non consecutive) → Don't Forget About Us (1 settimana) (31 dicembre 2005)
- T.I. – Whatever You Like (1 settimana) → Live Your Life (featuring Rihanna) (1 settimana) (18 ottobre 2008)
- Beyoncé – If I Were a Boy (1 settimana) → Single Ladies (Put a Ring on It) (2 settimane) (6 dicembre 2008)
- The Black Eyed Peas – Boom Boom Pow (10 settimane) → I Gotta Feeling (10 settimane) (27 giugno 2009)
- Glee Cast – Teenage Dream (1 settimana) → Forget You (1 settimana) (4 dicembre 2010)
- Iggy Azalea – Problem (Ariana Grande featuring Iggy Azalea) (3 settimane) → Fancy (featuring Charli XCX) (4 settimane) (7 giugno 2014)
- Taylor Swift – Shake It Off (4 settimane non consecutive) → Out of the Woods (1 settimana) (1º novembre 2014)
- Jordan Smith – Somebody to Love (1 settimana) → Mary, Did You Know? (1 settimana) (2 gennaio 2016)
- Drake – Pop Style (featuring The Throne) (1 settimana) → One Dance (featuring Wizkid and Kyla) (1 settimana) (30 aprile 2016)
- Justin Bieber – Despacito (Luis Fonsi e Daddy Yankee featuring Justin Bieber) (17 settimane non consecutive) → I'm the One (DJ Khaled featuring Justin Bieber, Quavo, Chance the Rapper e Lil Wayne) (1 settimana) (20 maggio 2017)
- Taylor Swift – Look What You Made Me Do (1 settimana) → ...Ready for It? (1 settimana) (23 settembre 2017)
- Drake – God's Plan (otto settimane non consecutive) → Nice for What (1 settimana) (21 aprile 2018)
- BTS – Dynamite (18 settimane non consecutive) → Film Out (1 settimana) (17 aprile 2021); Butter (7 settimane) → Permission to Dance (1 settimana) (24 luglio 2021); Permission to Dance (1 settimana) → Butter (8 settimane non consecutive) (31 luglio 2021);  Butter (17 settimane non consecutive) → My Universe (Coldplay & BTS) (1 settimana) (9 ottobre 2021)
- Nicki Minaj – Blick Blick (Coi Leray & Nicki Minaj) (1 settimana) → We Go Up (featuring Fivio Foreign) (1 settimana) (9 aprile 2022)
- Morgan Wallen – Thought You Should Know (1 settimana) → You Proof (1 settimana) (28 maggio 2022)
- Jimin – Set Me Free Pt. 2 (1 settimana) → Like Crazy (2 settimane) (8 aprile 2023)
- Ed Sheeran – Eyes Closed (1 settimana) → Life Goes On (featuring Luke Combs) (1 settimana) (27 maggio 2023)

### Prime due posizioni occupate contemporaneamente
- Mariah Carey: 31 dicembre 2005

1. Don't Forget About Us
2. All I Want for Christmas Is You

- Beyoncé: 6 dicembre 2008

1. Single Ladies (Put a Ring on It)
2. If I Were a Boy

- The Black Eyed Peas: dal 27 giugno 2009 al 4 luglio 2009

1. I Gotta Feeling
2. Boom Boom Pow

- Kesha: 23 gennaio 2010[37]

1. Tik Tok
2. Blah Blah Blah (featuring 3OH!3)

- Taylor Swift: 22 settembre 2012[38]

1. We Are Never Ever Getting Back Together
2. Ronan

- Iggy Azalea: dal 17 maggio 2014 al 21 giugno 2014

1. Problem (Ariana Grande featuring Iggy Azalea)
2. Fancy (featuring Charli XCX) (le canzoni si sono invertite di posizione il 7 giugno 2014)

- Taylor Swift: 1º novembre 2014

1. Out of the Woods
2. Shake It Off

- Prince: 14 maggio 2016

1. Purple Rain
2. When Doves Cry

- Ed Sheeran: 28 gennaio 2017

1. Shape of You
2. Castle on the Hill

- Justin Bieber: dal 20 maggio 2017 al 27 maggio 2017 e dal 17 giugno 2017 al 1º luglio 2017

1. I'm the One (DJ Khaled featuring Justin Bieber, Quavo, Chance the Rapper e Lil Wayne)
2. Despacito  (Luis Fonsi & Daddy Yankee featuring Justin Bieber) (le canzoni si sono invertite di posizione il 27 maggio 2017)

- Taylor Swift: 23 settembre 2017

1. ...Ready for It?
2. Look What You Made Me Do

- Ed Sheeran: 3 gennaio 2018

1. Perfect Duet (con Beyoncé)
2. River (Eminem featuring Ed Sheeran)

- Cardi B: dal 30 giugno 2018 al 14 luglio 2018

1. Girls Like You (Maroon 5 featuring Cardi B)
2. I Like It (con Bad Bunny e J Balvin)

- Lady Gaga: 20 ottobre 2018

1. Shallow (con Bradley Cooper)
2. I'll Never Love Again (con Bradley Cooper)

- Lady Gaga: dal 27 ottobre 2018 al 3 novembre 2018

1. Shallow (con Bradley Cooper)
2. Always Remember Us This Way

- The Weeknd: 14 dicembre 2019

1. Heartless
2. Blinding Lights

- BTS: 7 marzo 2020

1. On
2. My Time

- Kenny Rogers: 4 aprile 2020

1. The Gambler
2. Islands in the Stream (con Dolly Parton)

- Bill Withers: 18 aprile 2020

1. Lean on Me
2. Ain't No Sunshine

- BTS: 17 ottobre 2020

1. Dynamite
2. Savage Love (Laxed – Siren Beat) (Jawsh 685 x Jason Derulo x BTS)

- BTS: 5 dicembre 2020

1. Life Goes On
2. Blue & Grey

- BTS: 19 dicembre 2020

1. Life Goes On
2. Dynamite

- BTS: dal 24 luglio 2021 al 21 agosto 2021

1. Permission to Dance
2. Butter (le canzoni si sono invertite di posizione il 31 luglio 2021)

- BTS: 9 ottobre 2021

1. My Universe (Coldplay & BTS)
2. Butter

- Taylor Swift: 5 novembre 2022

1. Question...?
2. Bigger Than the Whole Sky

- Taylor Swift: 5 giugno 2023

1. Hits Different
2. Karma (featuring Ice Spice)

- Oliver Anthony Music: 26 agosto 2023

1. Rich Men North of Richmond
2. Aint Gotta Dollar

- Oliver Anthony Music: 2 settembre 2023

1. Rich Men North of Richmond
2. I Want to Go Home

- Beyoncé: 20 febbraio 2024

1. Texas Hold 'Em
2. 16 Carriages

### Risultati aggiuntivi
- Katy Perry è diventata la prima artista della storia a vendere 300.000 download con 8 canzoni differenti: Hot n Cold (2008), California Gurls (2010), Firework (2010), E.T. (2011), The One That Got Away (2011), Part of Me (2012), Roar (2013) e Dark Horse (2014).[39]
- Rihanna è stata nominata come Digital Songs Artist del decennio 2000-09.[40]
- Adele è l'unica artista ad avere venduto più di un milione di download con una canzone in una settimana, riuscendoci con Hello (2015).[41]
- Ed Sheeran è il primo artista che ha debuttato con due canzoni nelle prime due posizioni della classifica, riuscendoci con Shape of You e Castle on the Hill (2017).[42]
- Lauren Daigle detiene il record per il più alto debutto per un artista di musica cristiana contemporanea. Ha ottenuto tale risultato con You Say (2018) che ha debuttato alla 5ª posizione.[43]
- BTS sono stati i primi artisti che hanno visto sei delle loro canzoni debuttare nella top 10 e occupare le prime sei posizioni nella stessa settimana. Ci sono riusciti nel 2020 con le canzoni Life Goes On, Blue & Grey, Stay, Telepathy, Dis-ease e Fly To My Room, tutte estratte dal loro quinto album in lingua coreana Be (2020).[44][45]
- Taylor Swift è l'unica artista che ha debuttato con 10 canzoni nella top 10 e a occupare simultaneamente tutte le prime 10 posizioni della classifica, riuscendoci con i brani del suo decimo album in studio Midnights (2022).[46]